# Kejsertræ
Kejsertræ (Paulownia tomentosa) er et lille, løvfældende træ med en åben, kuplet krone, der i Danmark anvendes i haver. Træet hører hjemme i Østasien. Stammen er tyk og bugtet, mens hovedgrenene er få og svære. Grenene er meget skøre og knækker let.

## Beskrivelse
Barken er først lysebrun med tydelige barkporer. Senere bliver den glat og grå med fine, lyse striber. Til sidst er den grå og svagt furet. Knopperne er modsatte, ganske små og rødviolette. Bladene er store og ovale med lang spids. Hos unge træer ses blade, som har et par store tænder på siden af bladet. Både over- og underside er lysegrøn og dækket af bløde hår. Bladribberne er meget fremtrædende på undersiden. Stilken er lyst orange og tæt behåret. 
Blomsterne er samlet i oprette, endestillede toppe. De tykke, brune knopper, som rummer denne stand dannes den foregående sommer, så den fryser ofte helt væk i Danmark. Blomsterne ses før løvspring, og de er uregelmæssige (typiske maskeblomster) og lysviolette. Frugterne er valnødstore kapsler med mange små vingede nødder omkring en tyk kerne. Frøene modner ikke regelmæssigt i Danmark.
Rodnettet består af dybtgående, stærkt forgrenede og tykke hovedrødder.  
Tilvæksten er usædvanligt hurtig. Højde x bredde og årlig tilvækst: 10 x 4 m (50 x 20 cm/år).

## Hjemsted
Kejsertræet hører hjemme på stejle skråninger eller åbne dale i Østasien, hvor der er lange, varme og tørre somre og snerige, ret milde vintre. Her træffes træet som pionerart på fugtig, men veldrænet bund.

## Anvendelse
Træet kan vokse under beskyttede forhold. Plantet i læ og med godt dræn kan det blive en attraktion i haven. Unge planter skal vinterdækkes.
Dette træ skyder kraftigt fra stubben hvis det fældes. Og de nye skud kan blive 3 meter i Danmark på bare et enkelt år. Bladene på sådanne skud kan blive over en halv meter, og er de største usammensatte blade på nogen vedplante, i Danmark.

## Galleri
- Blomstrende kejsertræ i Slovakiet
- Korkporer på kviste
- Blad
- Blomsterstand
- Behårede bæger- og kronrør
- frugt kapsler
- Frø
- Limtræplate

| Portal | Portal:Botanik |